# Pflegamt Velden

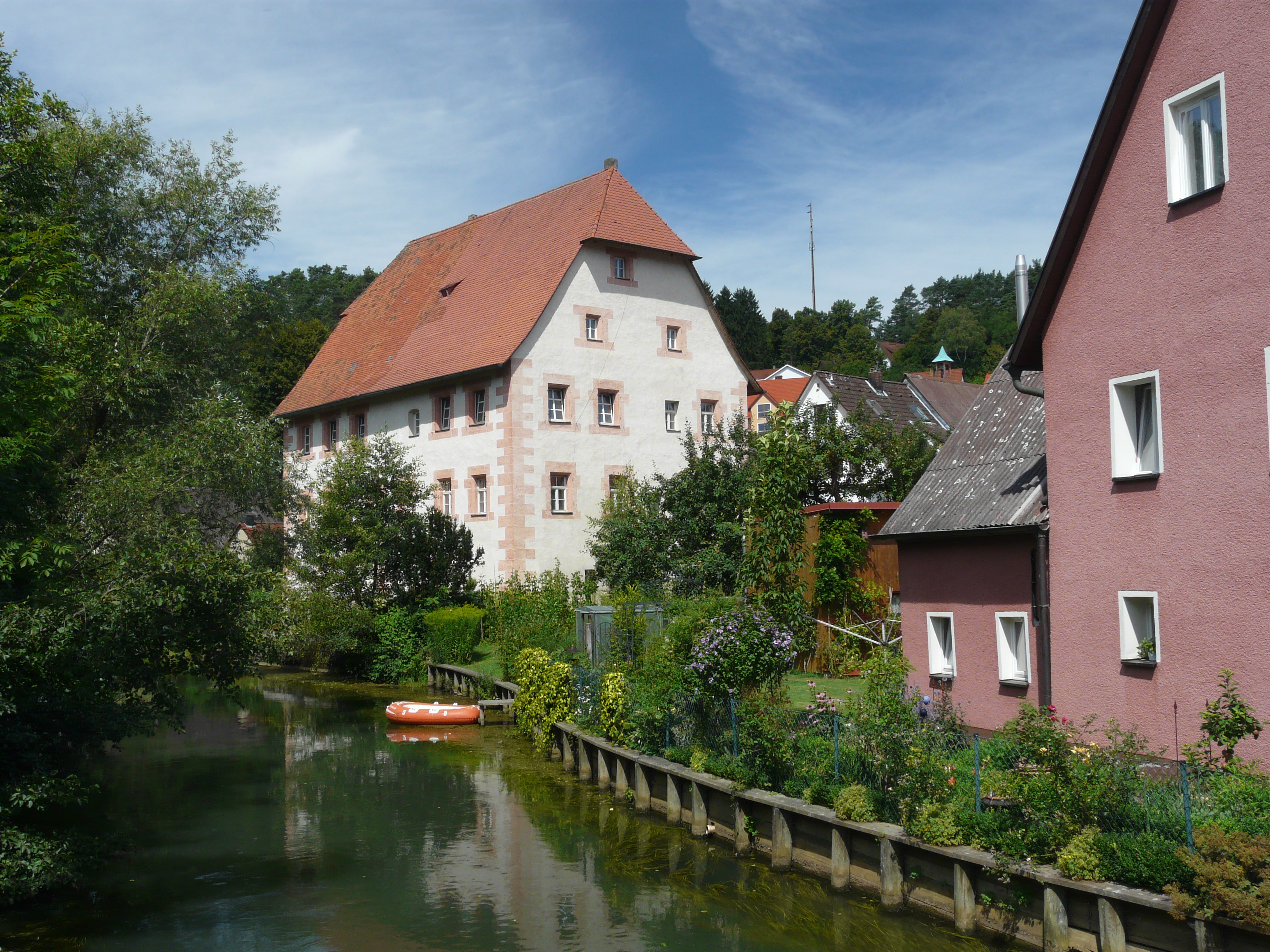
Das Pflegschloss, der einstmalige Verwaltungssitz des Pflegamtes Velden

Das Pflegamt Velden war eines der zeitweise bis zu 11 Pflegämter umfassenden Gebiete, mit denen die Reichsstadt Nürnberg die Verwaltung ihres Territorialbesitzes organisiert hatte. Den Amtssitz des Pflegamtes bildete das kleine Städtchen Velden, das damit auch namensgebend für dieses Verwaltungsgebietes war.

## Geschichte
Das Pflegamt Velden entstand, nachdem der Landshuter Erbfolgekrieg im Jahr 1505 von König Maximilian mit dem Kölner Schiedsspruch beendet worden war. Durch diesen Schiedsspruch gingen die Stadt und das ihr zugehörige umgebende Amt in den Besitz der Reichsstadt Nürnberg über und wurden von dieser in der Folgezeit als Pflegamt in ihr Landgebiet eingegliedert. 1538 wurde das Gebäude des Pflegschlosses abgebrochen, aber in den Jahren 1540–1543 wieder aufgebaut.
Der östlich der Pegnitz gelegene Teil des Pflegamts wurde gegen Ende des 18. Jahrhunderts vom Kurfürstentum Bayern unter Zuhilfenahme weitgehend fragwürdiger Rechtstitel gewaltsam in Besitz genommen. Dies erfolgte, nachdem Kurfürst Karl Theodor von Pfalz-Baiern 1790 alle Verträge und Abkommen aufgekündigt hatte, die seit dem Kölner Frieden von 1505 zwischen der Reichsstadt und der Pfalz bzw. Baiern abgeschlossen worden waren. Der westlich der Pegnitz gelegene Teil des Pflegamtes mit der Stadt selbst, teilte hingegen das Schicksal der Reichsstadt bis zu deren 1806 erfolgter Annexion durch das Königreich Bayern.